# جيرده (مقاطعة فومن)
جيرده (بالفارسية: جیرده) هي قرية تقع في غيلان في إيران. يقدر عدد سكانها بـ 206 نسمة بحسب إحصاء 2016.